# Susanne Ulbrich

Susanne Ulbrich (2018)

Susanne Ernestine Ulbrich (geboren 1975 in Bad Homburg vor der Höhe) ist eine deutsche Agrarwissenschaftlerin. Sie ist seit 2013 Professorin für Tierphysiologie an der ETH Zürich. 

## Werdegang
Ulbrich studierte an der Technischen Universität München Agrarwissenschaften mit Schwerpunkt Tierwissenschaften und absolvierte eine Weiterbildung in Biotechnologie. 2005 wurde sie an der Technischen Universität München in Physiologie promoviert.
Nach der Promotion leitete Ulbrich eine Forschungsgruppe an der Technischen Universität München. Sie absolvierte Forschungsaufenthalte sie an der University of Adelaide in Australien und der Universidad de Concepción in Chillán, Chile. 2011 habilitierte Ulbrich an der Technischen Universität München. Seit 2013 ist sie ordentliche Professorin für Tierphysiologie am Institut für Agrarwissenschaften der ETH Zürich.

## Forschung
Ulbrich forscht zur Fortpflanzungsphysiologie von Nutztieren mit Schwerpunkt auf Zusammenhängen zwischen Stoffwechsel- und Reproduktionsvorgängen. Sie arbeitet viel mit Rindern. Sie führt aber auch Untersuchungen an Rehen durch. Anhand des Spezies-übergreifenden Ansatzes untersucht sie in den landwirtschaftlichen Forschungsstationen AgroVet-Strickhof in Eschikon und Früebüel in Walchwil, was Embryonen für eine gesunde Entwicklung bedürfen, und Unterscheidungsmöglichkeiten von gesundem und schädlichem Stress, um Erkenntnisse für Nutztiere, Wildtiere und den Menschen zu gewinnen.

## Schriften
- Susanne Ulbrich: Hosting the preimplantation embryo; Maternal challenges during bovine pregnancy. München 2005 (Dissertation).
- Susanne Ulbrich: Importance of steroid hormone receptors, nitric oxide synthesis and hyaluronan turnover for the control of oviduct function. München 2010 (Habilitationsschrift).